# Филаретов, Александр Николаевич
Филаретов Александр Николаевич (12 (25) декабря 1904, Киев — 9 мая 1972, Ленинград) — политработник советского военно-морского флота, генерал-майор авиации.

## Биография
В 1935 году поступил в Военно-политическую академию на факультет военно-морского дела. Окончил в 1938 году.  Служил в рядах Рабоче-Крестьянского Красного Флота. В 1927 году окончил класс старшин Школы машинистов-турбинистов. С февраля 1940 года занимал должность начальника 3-го отдела Главного политического управления военно-морского флота. В годы Великой Отечественной войны занимал должность военкома и  начальника политического отдела ВВС КБФ. С октября  1943 года — начальник политического управления Черноморского флота. В отставку ушел в марте 1950.

## Награды
| Перечень наград |                                                                              |
| 23.10.1942      | Орден Красного Знамени                                                       |
| 22.12.1942      | Медаль «За оборону Ленинграда»                                               |
| 01.05.1944      | Медаль «За оборону Москвы»                                                   |
| 16.05.1944      | Орден Отечественной войны I степени                                          |
| 03.11.1944      | Орден Красной Звезды                                                         |
| 24.02.1945      | Орден Отечественной войны I степени                                          |
| 09.05.1945      | Медаль «За победу над Германией в Великой Отечественной войне 1941–1945 гг.» |
| 08.07.1945      | Орден Красного Знамени                                                       |
| 05.11.1946      | Орден Красного Знамени                                                       |